# Chiếm đóng các nước Baltic
Chiếm đóng các nước Baltic chỉ hành động chiếm đóng quân sự tại các nước Baltic—Estonia, Latvia và Litva— bởi Liên Xô sau thỏa thuận Hiệp ước Xô-Đức ký vào ngày 14 tháng 6 năm 1940. Các nước Baltic bị sáp nhập vào Liên Xô như là các nước cộng hòa bộ phận của Liên Xô, sự sáp nhập này không được đa số các quốc gia khác công nhận. Vào ngày 22 tháng 6 năm 1941 Đức Quốc xã tấn công Liên Xô, chỉ trong vài tuần quân Đức đã chiếm đóng các nước vùng Baltic. Vào tháng 7 năm 1941 các lãnh thổ Baltic được nhập vào vùng bảo hộ Ostland của Đức Quốc xã. Với kết quả của cuộc chiến thắng Chiến dịch Baltic vào năm 1944, Liên Xô đã tái chiếm lại hầu hết các nước Baltic và dăng bẫy các lực lượng quân Đức còn lại tại lòng chảo Courland cho tới khi quân Đức đầu hàng vào năm 1945. Sau đó, sự sáp nhập các nước vùng Baltic trong hệ thống của Liên Xô kéo dài mãi tới tháng 8 năm 1991 thì họ giành lại được độc lập.

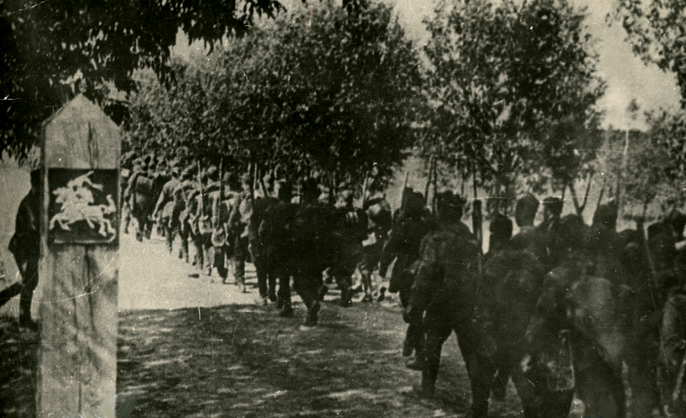
Hồng quân tiến vào lãnh thổ Litva trong thời gian chiếm đóng, năm 1940 (bị cắt).

Tại các nước vùng Baltic Hoa Kỳ và các tòa án tư pháp của những nước này, Nghị viện châu Âu, tòa án Nhân quyền châu Âu và Hội đồng Nhân quyền Liên Hợp Quốc đồng thuận tuyên bố cả ba nước bị xâm lược, chiếm đóng và sáp nhập trái phép theo các điều khoản của Hiệp ước Molotov-Ribbentrop năm 1939, đầu tiên bởi Liên Xô, sau đó bởi Đức Quốc xã trong thời gian 1941-1944, và một lần nữa bởi Liên Xô từ năm 1944 đến năm 1991. Chính sách không công nhận này đã làm tăng nguyên tắc pháp lý liên tục, về khía cạnh pháp luật quốc tế, các nước vùng Baltic vẫn là các quốc gia độc lập dưới sự chiếm đóng bất hợp pháp của Liên Xô suốt giai đoạn từ năm 1940 đến năm 1991.
Trong việc xét lại lịch sử Liên Xô được bắt đầu trong thời kỳ perestroika vào năm 1989, Liên Xô đã lên án các giao thức bí mật 1939 giữa Đức và chính họ. Tuy nhiên, Liên Xô không bao giờ chính thức thừa nhận sự hiện diện của họ trong vùng Baltic như là một cuộc xâm lăng cũng như hành động sáp nhập các nước trong vùng này, và coi Estonia, Latvia và Lithuania là các nước cộng hòa hợp hiến của họ. Sách lịch sử theo chủ nghĩa dân tộc yêu nước và các sách giáo khoa ở Nga tiếp tục diễn giải các nước Baltic tự nguyện gia nhập Liên Xô sau khi các nước cùng thực hiện các cuộc cách mạng xã hội chủ nghĩa, độc lập với ảnh hưởng của Liên Xô. Chính phủ Nga và quan chức nhà nước của nó khăng khăng lập luận rằng việc sáp nhập các nước Baltic là phù hợp với luật pháp quốc tế và đã đạt được sự công nhận hợp pháp thông qua các thỏa thuận được thực hiện từ Hội nghị Yalta, Hội nghị Potsdam và Hiệp ước Helsinki, trong khi Hiệp định chỉ cam kết tình trạng biên giới hiện tại sẽ không bị vi phạm. Tuy nhiên, Nga đồng ý với đòi hỏi của châu Âu "hỗ trợ những người bị trục xuất khỏi các nước Baltic bị chiếm đóng" khi tham gia Hội đồng châu Âu. Thêm vào đó, khi Cộng hòa Xã hội chủ nghĩa Liên bang Xô viết Nga đã ký một hiệp ước riêng biệt với Lithuania vào năm 1991, nó thừa nhận việc sáp nhập vào năm 1940 là một sự vi phạm chủ quyền của Lithuania và công nhận tính liên tục de jure của nhà nước Lithuania.
Hầu hết các chính phủ phương Tây nhấn mạnh là chủ quyền các nước Baltic đã bị tước đoạt một cách hợp pháp  và do đó tiếp tục công nhận các nước Baltic như những thực thể chính trị có chủ quyền, và được đại diện bởi các công sứ vốn được bổ nhiệm bởi chính phủ các nước Baltic vào thời điểm trước 1940, họ hoạt động ở Washington và ở những nước khác. Sự độc lập trên thực tế được khôi phục lại ở các nước vùng Baltic vào năm 1991 khi Liên Xô tan rã. Nga bắt đầu rút quân khỏi vùng Baltic (bắt đầu từ Litva) vào tháng 8 năm 1993. Việc thu hồi đầy đủ các binh sĩ được triển khai bởi Moscow đã được hoàn thành vào tháng 8 năm 1994. Nga chính thức kết thúc sự hiện diện quân sự tại vùng Baltic trong tháng 8 năm 1998 thông qua việc ngừng hoạt động trạm radar Skrunda-1 ở Latvia. Các trạm được tháo dỡ và mang về Nga, và khu vực được giao lại cho Latvia kiểm soát, với người lính Nga cuối cùng rời khỏi đất Baltic vào tháng 10 năm 1999.

### Academic and media articles
- Mälksoo, Lauri (2000). Professor Uluots, the Estonian Government in Exile and the Continuity of the Republic of Estonia in International Law Lưu trữ ngày 27 tháng 3 năm 2020 tại Wayback Machine. Nordic Journal of International Law 69.3, 289–316.
- Non-Recognition in the Courts: The Ships of the Baltic Republics by Herbert W. Briggs. In The American Journal of International Law Vol. 37, No. 4 (Oct., 1943), pp. 585–596.
- Alfred Erich Senn Lưu trữ ngày 3 tháng 2 năm 2008 tại Wayback Machine What Happened in Lithuania in 1940? Lưu trữ ngày 5 tháng 7 năm 2007 tại Wayback Machine(PDF)
- The Soviet Occupation of the Baltic States, by Irina Saburova. In The Russian Review, 1955
- The Steel Curtain Lưu trữ ngày 26 tháng 8 năm 2009 tại Wayback Machine, Time (tạp chí), ngày 14 tháng 4 năm 1947
- The Iron Heel Lưu trữ ngày 14 tháng 1 năm 2009 tại Wayback Machine, Time (tạp chí), ngày 14 tháng 12 năm 1953